# Grenoble École de Management
Grenoble École de Management (GEM) is een Europese businessschool die over twee campussen in Frankrijk beschikt: in Grenoble and Parijs.

## Achtergrond
De school werd gesticht in 1984 door de Chambre de Commerce et d’Industrie van Grenoble. De oorspronkelijke naam was ESC Grenoble (ESC was de afkorting van école supérieure de commerce). 
In 1987 richtte de school in samenwerking met het Institut polytechnique de Grenoble "Formatech" op: een vorming waarin een combinatie van wetenschappelijke en managementsgerichte vakken werden aangeboden. In 1989 werden de eerste internationale samenwerkingsverbanden afgesloten met de Universiteit van Newcastle te Newcastle upon Tyne en met de Université Laval te Laval (Canada). Een jaar later, in 1990 werd al het twintigste internationale samenwerkingsakkoord afgesloten (met de Humboldtuniversiteit te Berlijn).
In 2003 werd de naam gewijzigd in Grenoble École de Management.
In 2002 werden vijf buitenlandse vestigingen van de school geopend, met name in Rusland, Moldavië en Malta en twee in China. Anno 2016 heeft de school 12 buitenlandse vestigingen.
In 2013 werd de campus te Parijs geopend.

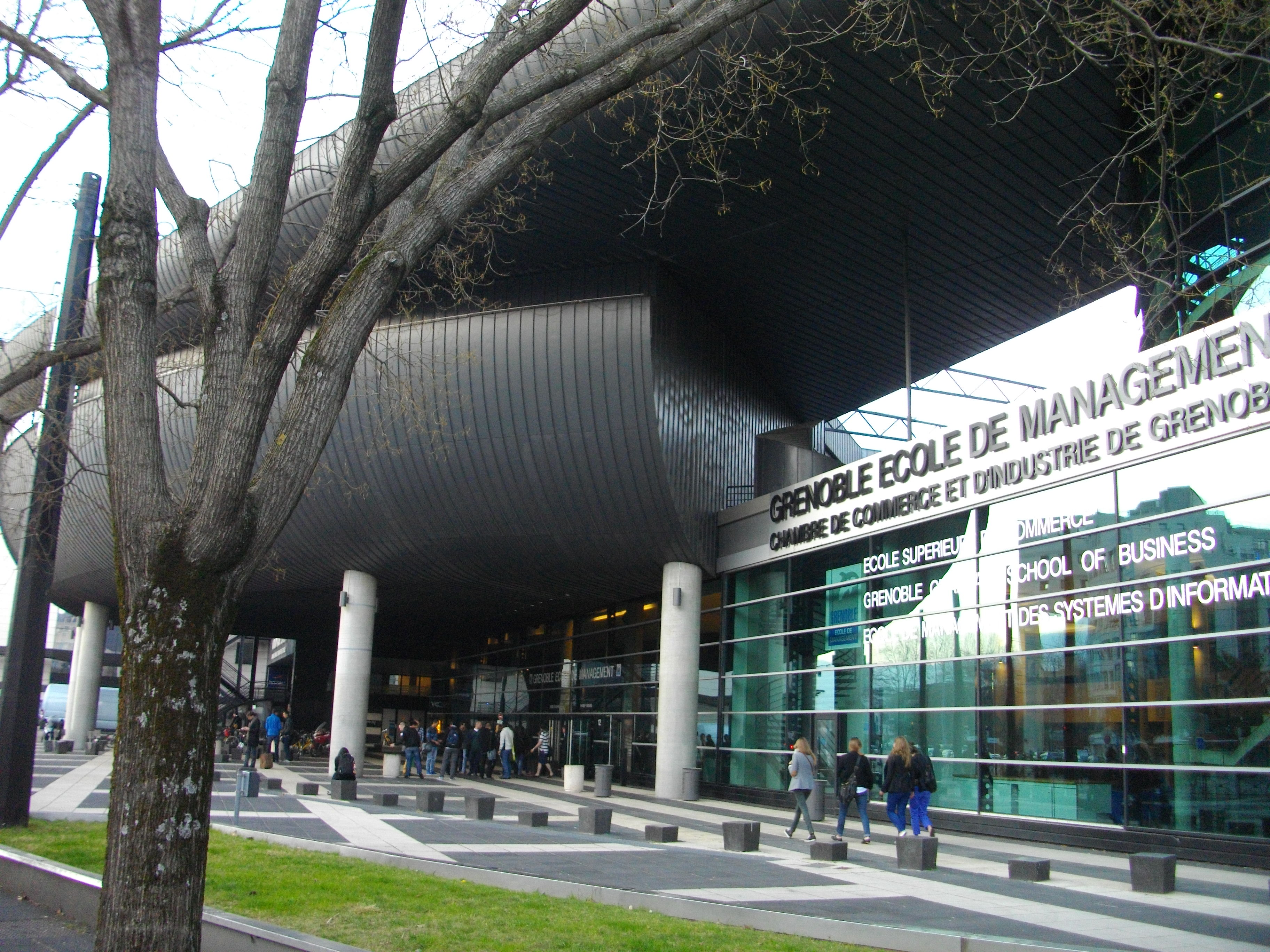
De Grenoble École de Management te Grenoble

Anno 2021 had de school 8500 studenten.

## Internationale ranglijst en accreditering
In 2015 plaatste de Financial Times GEM als 20e in de rangschikking van European Business Schools.
De programma's van de school zijn geaccrediteerd door de drie internationale labels die de kwaliteit van de geboden opleidingen garanderen: AMBA, EQUIS, and AACSB.